# SPIRES
SPIRES (Stanford Physics Information Retrieval System) — база данных, предназначенная для помощи в работе физиков-теоретиков, специалистов в области физики высоких энергий и астрофизиков. Создана в 1969 году Национальной лаборатории SLAC, затем перенесена в Стэнфордский университет в США. Большое внимание уделялось созданию и комплектации системы цитирования работ. Содержала порядка 1 млн наименований. Делилась на базу данных статей и публикаций в трудах конференций, и на базу данных книг. С 2012 года базу данных SPIRES полностью заменила INSPIRE-HEP, созданная коллаборацией ЦЕРН, DESY, SLAC, Фермилаб.